# SEASON'S CALL
「SEASON'S CALL」（シーズンズ・コール）は、日本のロックバンド・L'Arc〜en〜Cielのボーカリストで、シンガーソングライターであるHYDEの7作目のシングル。2006年2月22日発売。発売元はKi/oon Records内に設立した自身の主宰レーベル、HAUNTED RECORDS。

## 解説
前作「COUNTDOWN」以来約4ヶ月ぶりのシングル。なお、本作は3rdアルバム『FAITH』の先行シングルとなっている。
本作の表題曲「SEASON'S CALL」は、メロディアスで爽やかなロックナンバーに仕上げられている。この曲の作曲は、共同プロデューサー兼ギタリストを務めるK.A.Z（Oblivion Dust、ex.Spin Aqua）が担当している。なお、HYDEに作曲クレジットが付いていないソロ名義の作品は、カバー音源を除いてこれが初となった。ただし、メロディに関してはHYDEが監修している。HYDEはこの曲のレコーディングを振り返り「K.A.Zが作ってきた中の1曲で、当初から凄く雰囲気は良かったんですよ。それを聴いた瞬間に別のメロディが浮かんできて、それを歌ってみたらもっと良くなったりして。アレンジを2人でしながら、そういうことの繰り返しで出来上がりました」「前回（＝「COUNTDOWN」）のよりはキャッチーな方がいいかなとは思ってたんですけど、ちょっとキャッチーすぎるかなとも思ってます（笑）」と述べている。また、K.A.Zはこの曲の印象について「爽快で透明感があるんだけど、人間の感情のような色彩感もある、すごく表情をもっている曲」と述べている。ちなみにこの曲をシングルの表題曲にすることを知ったときを振り返り、K.A.Zは「シングルにするって聞いた時は、"いいのかな？"って思いました（笑）」と述懐している。
なお、表題曲は本作発売の約3週間前の2006年1月14日より、MBS・TBS系列で放送されていたアニメ『BLOOD+』の第2期オープニングテーマに使用されている。HYDE曰く、アニメの内容を意識したうえで作詞作業を行ったといい、本作発売当時のインタビューの中で「作曲の面でも多少は意識しましたけど、メインは作詞の部分ですね。脚本を読んで、ストーリーを理解した上で書いていきました。ドラキュラ好きなんで、こういう話は大好きだなあと思いながら」「歌詞にはアニメのストーリーが持っている根本的な愛の部分だったりを、反映させた感じです」と語っている。なお、この曲の歌詞にはタイトルにもある＜季節＞というフレーズが登場するが、これは「自分の故郷」や「あの頃に帰りたい」といったノスタルジックな気持ちが表されたもので、前記のアニメの主人公である音無小夜が「いつか沖縄の家に帰りたい」という気持ちを抱いていることを踏まえたうえで書かれている。ちなみにこの曲のミュージック・ビデオは、アメリカ・カリフォルニア州のロサンゼルス郊外の砂漠で撮影されている。
また、表題曲の制作では、前作のレコーディングから引き続き、ベーシストとドラマーを海外から選定しており、クレイグ・アダムスとスコット・ギャレットがそれぞれ担当している。HYDEは本作発売当時に受けたインタビューの中で、海外のミュージシャンとのレコーディングを振り返り「L.A.から日本にミュージシャンを呼んでやったんです。僕の好きなアメリカのサウンドになるように実験した感じですね」と述べている。ちなみにクレイグとスコットは、HYDEが愛聴していたロックバンド、ザ・ミッションやザ・カルトに在籍していたミュージシャンである。さらに、レコーディング・エンジニアとして、ナイン・インチ・ネイルズやドープなどの作品の制作に参加していたシーン・ビーヴァンが招聘されている。
カップリングには、1stアルバム『ROENTGEN』の収録曲「UNEXPECTED」をバンドサウンドでリアレンジ・リレコーディングしたバージョン「UNEXPECTED <DIST.>」が収録されている。このバンドリアレンジバージョンのレコーディングには、スコット・ギャレットがドラマー、KenKen（RIZE）がベーシストとして参加している。ちなみにタイトルに付けられた<DIST.>は、「歪み」を意味する「distortion」の略称を意味している。
本作は、初回生産限定盤（CD＋DVD）と通常盤（CD）の2形態でリリースされた。初回盤には、上記アニメのオープニング映像を収めたDVDと、同アニメにデザイン協力として参加していた寺田克也による描き下ろしの『BLOOD+』ステッカーが付属している。
発売初週となる2006年3月6日付のオリコン週間シングルチャートで、前作「COUNTDOWN」に続き4度目の首位を獲得している。なお、HYDEは本作が週間首位を獲得したことについて「K.A.Zが手掛けた最初の曲だったので、うまくヒットチャートに乗ってくれてよかった。（中略）僕はもうK.A.Zは一員だと思ってるけど、ファンの中には僕の曲にこだわる人もいる。そういう意味では賭けでしたから」と述べている。
余談だが、HYDEはこのシングルを発売してから約2ヶ月後に3rdアルバム『FAITH』を発表している。このアルバムを制作するうえで、共同プロデューサーのK.A.Zが収録曲の約半数の作曲を担当しており、2ndアルバム『666』の頃から楽曲制作のスタイルが大きく変わることになった。なお、この制作スタイルは、2008年にHYDEとK.A.Zが結成したロックユニット、VAMPSの原型になっている。HYDEは、VAMPS結成直後に受けたインタビューの中で「いろいろなタイミング、要素が重なっているんですけど、実は前回のアルバム（アルバム『FAITH』）から、今やっているようなスタイルは出来上がっていたんですよ。ただ、今後もこれまでと同じように“HYDE”っていう名前でやるのは無理があった」と語っている（VAMPSの詳細な活動は『VAMPS#概要』を参照）。こうしてHYDEは2008年以降、L'Arc〜en〜CielとVAMPSの活動を並行して行うようになり、ソロ単独名義の作品リリースは2009年発売のベストアルバムを最後に一旦停止することとなった。そして本作発売から約12年ほど経った2017年12月に、VAMPSの活動が一時休止となったことを受けて、HYDEは2018年よりソロ単独名義での楽曲制作および、ライヴ活動を再開している。

## 収録曲
| #  | タイトル               | 作詞 | 作曲  | 編曲        | 時間 |
| -- | ---------------------- | ---- | ----- | ----------- | ---- |
| 1. | 「SEASON'S CALL」      | HYDE | K.A.Z | HYDE, K.A.Z | 5:18 |
| 2. | 「UNEXPECTED <DIST.>」 | HYDE | HYDE  | HYDE, K.A.Z | 5:12 |

## 初回生産限定盤付属DVD
1. 未公開オリジナル映像 〜『BLOOD+』スペシャル・オープニング・ヴァージョン〜

## タイアップ
SEASON'S CALL
- MBS・TBS系アニメ『BLOOD+』第2期オープニングテーマ

## 参加ミュージシャン
SEASON'S CALL
- HYDE：Vocal
- K.A.Z：Guitar, All Programming
- Scott Garrett：Drums
- Craig Adams：Bass
- 斎藤仁：Pre Production
- Anis：English Translation

UNEXPECTED <DIST.>
- HYDE：Vocal
- K.A.Z：Guitar, Programming
- Scott Garrett：Drums
- KenKen：Bass
- 斎藤仁：Pre Production
- Lynne Hobday：English Translation

## 収録アルバム
- 『FAITH』 (#1)
- 『HYDE』 (#1、#2)